# Dolomyia kalmasa
Dolomyia kalmasa är en nattsländeart som beskrevs av Schmid 1991. Dolomyia kalmasa ingår i släktet Dolomyia och familjen stengömmenattsländor. Inga underarter finns listade i Catalogue of Life.